# ماري كوري (ممثلة)
ماري كوري (بالإنجليزية: Marie Currie)‏ هي مغنية وفنانة وممثلة أمريكية، ولدت في 30 نوفمبر 1959 في إنسينو ‏ في الولايات المتحدة.

## وصلات خارجية
- ماري كوري على موقع IMDb (الإنجليزية)
- ماري كوري على موقع ميوزك برينز (الإنجليزية)
- ماري كوري على موقع ديسكوغز (الإنجليزية)